# 沃泊爾-諾那魯普國家公園
沃泊爾－諾那魯普國家公園（英文：Walpole-Nornalup National Park）是澳洲西澳大利亞州南部的國家公園，位於西澳洲首府珀斯以南355公里，建立於1957年，佔地159平方公里，園中設有離地40米的樹冠步道。

## 外部連結
- Official Website of Walpole-Nornalup National Park
- Valley of the Giants （页面存档备份，存于）